# Tesla, Inc.

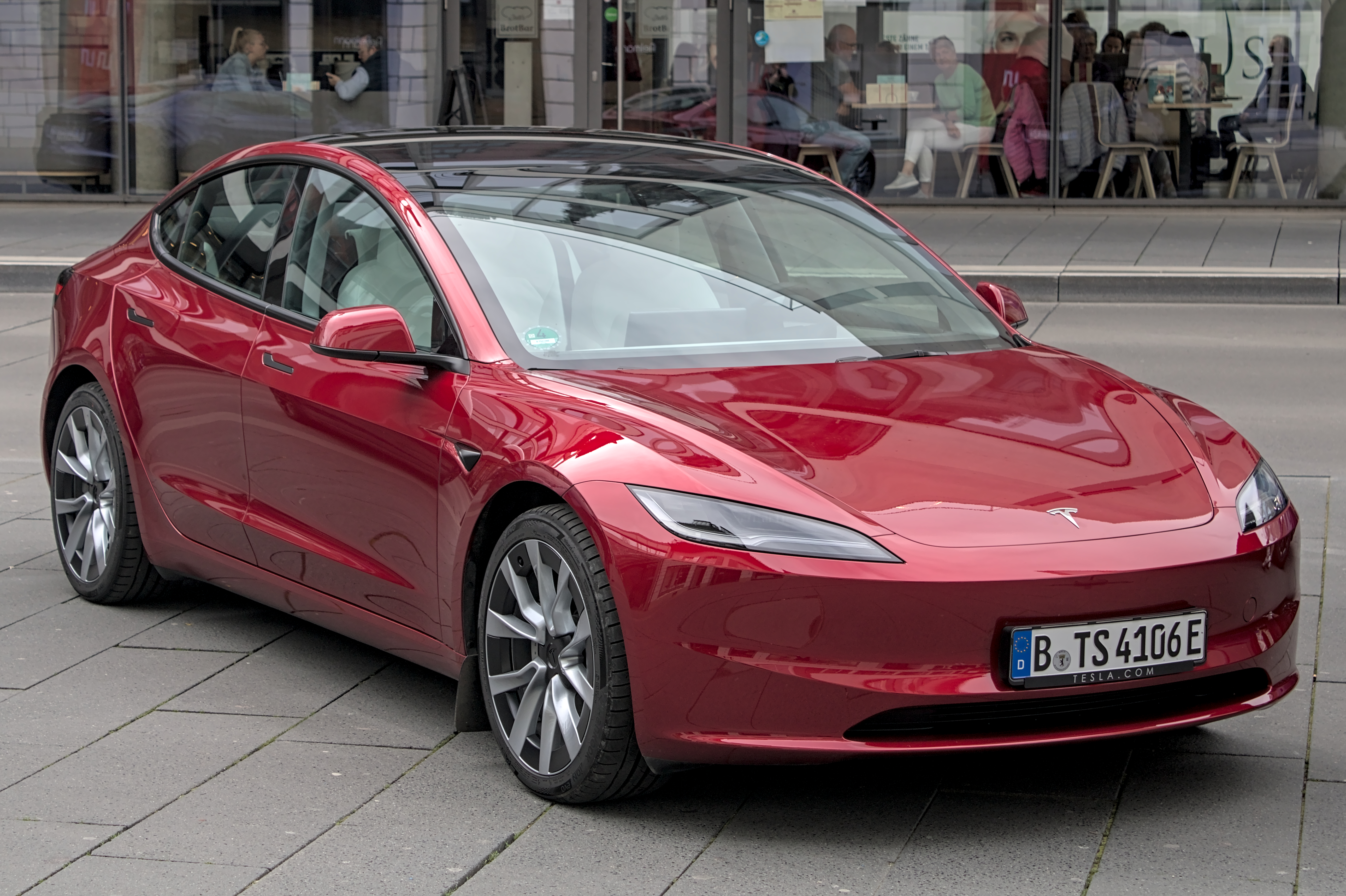
Tesla Model 3 (2023-as frissített modell)

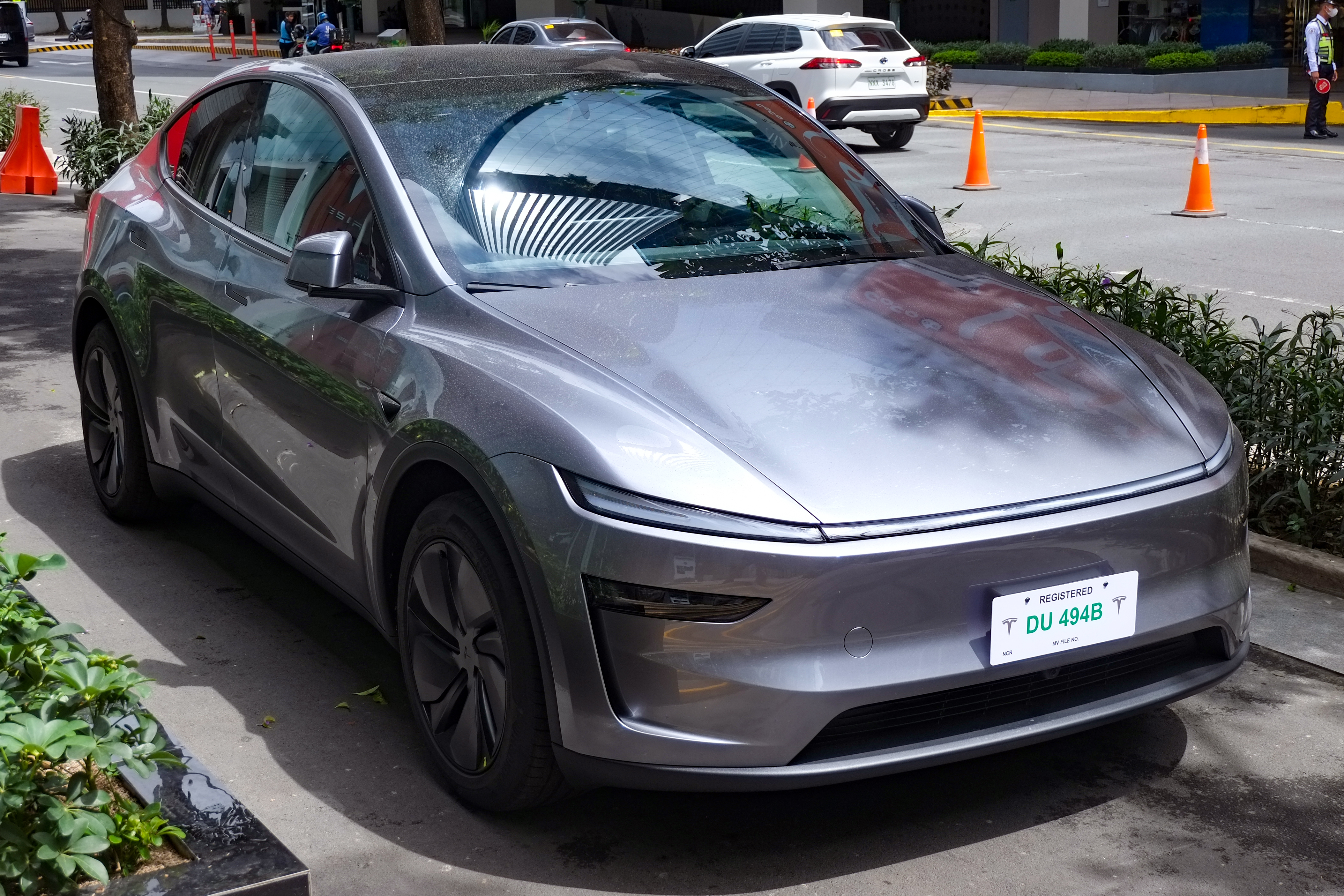
Tesla Model Y (2025-ös frissített modell)

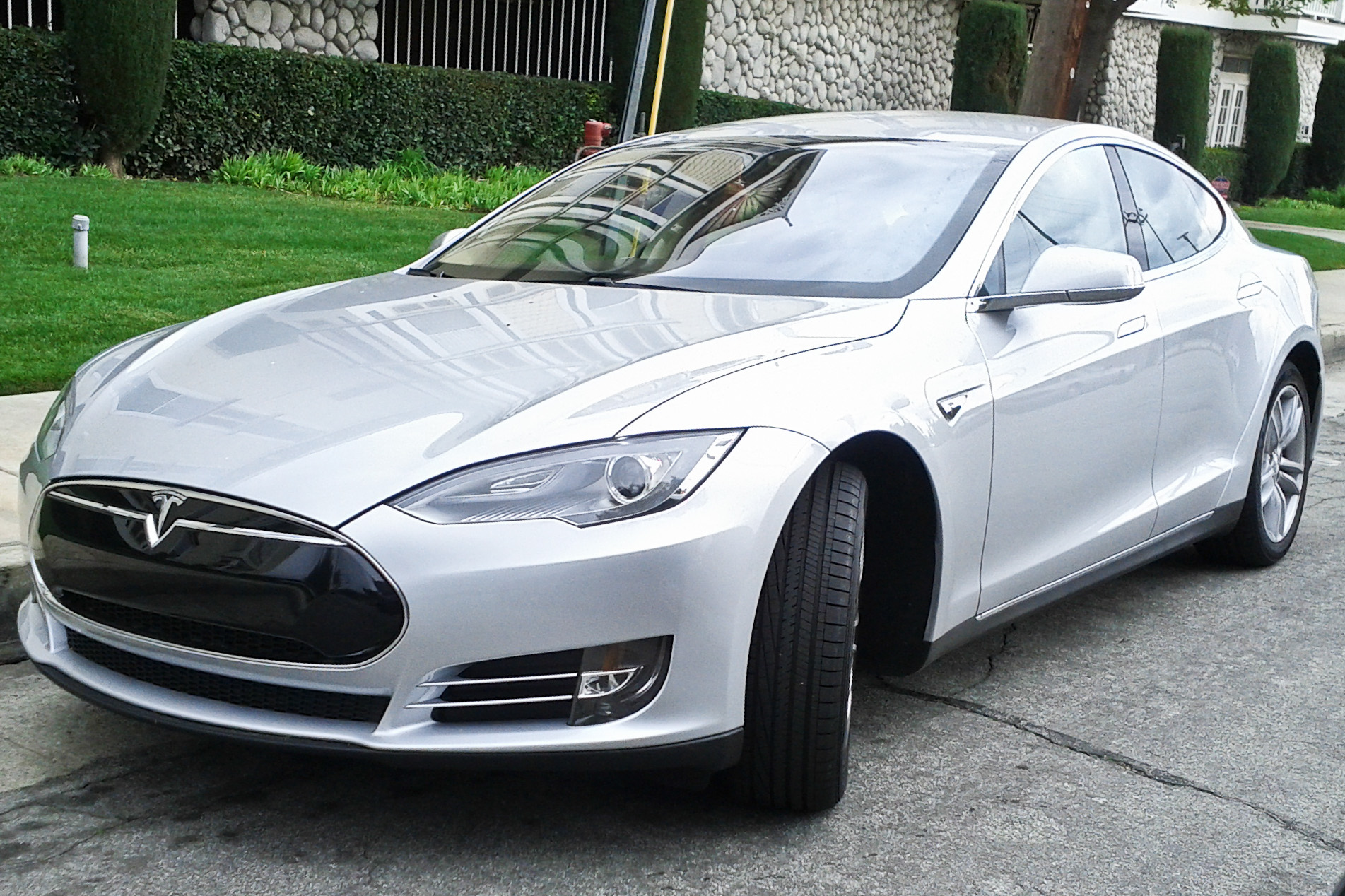
Tesla Model S

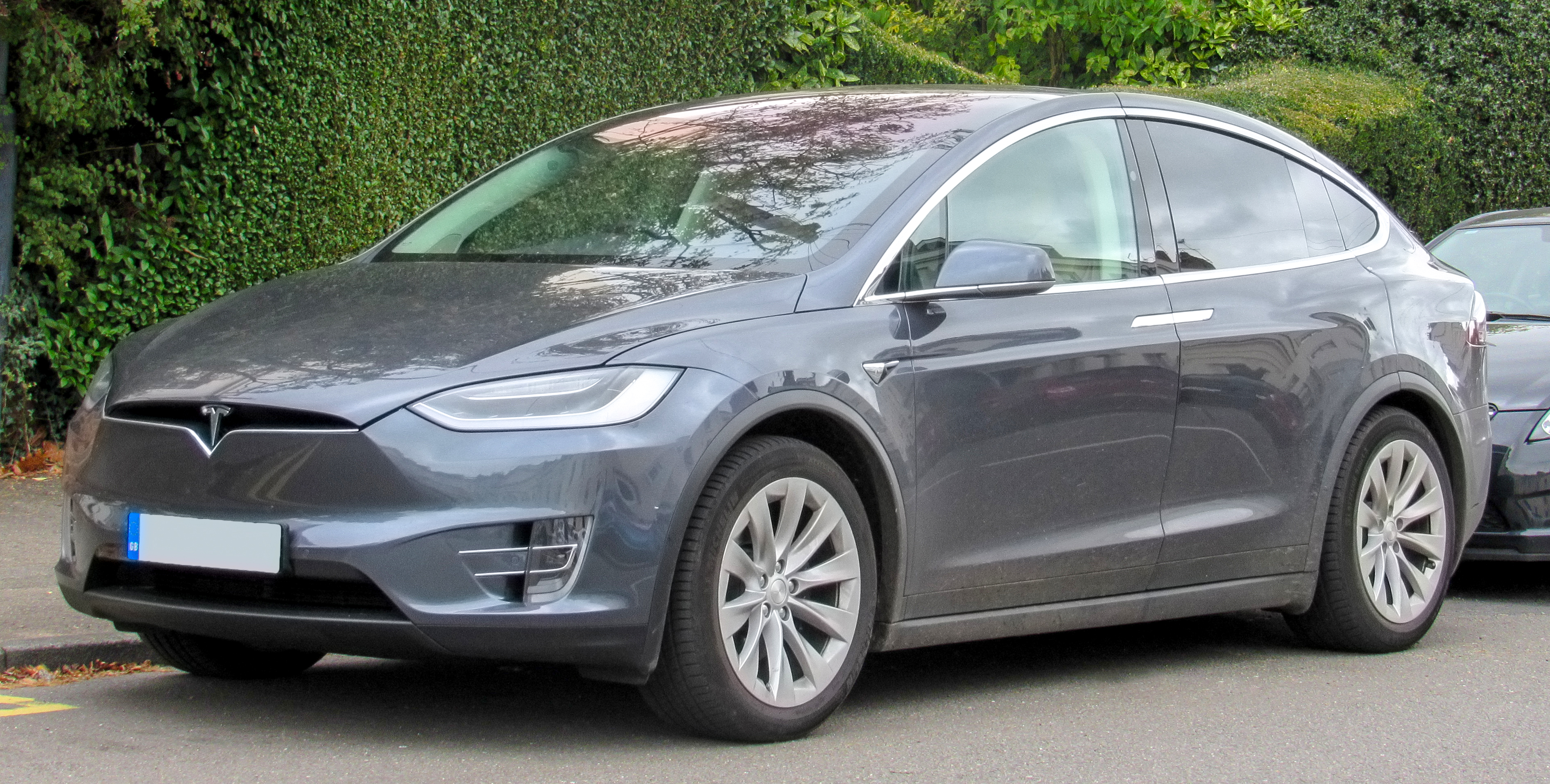
Tesla Model X

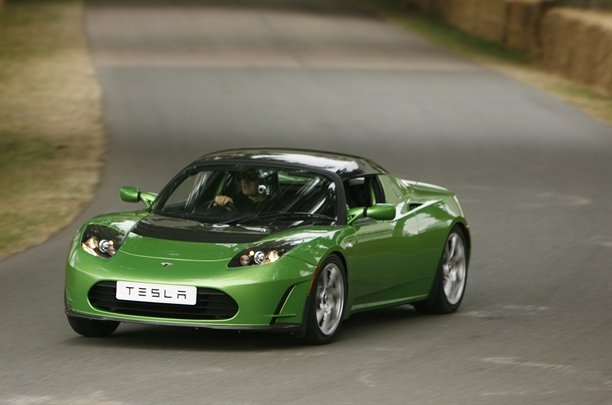
Tesla Roadster

A Tesla (2017 előtt: Tesla Motors)  elektromos meghajtású autók gyártására az amerikai Szilícium-völgyben startup vállalatként alapított innovatív autóipari vállalkozás, amely idővel a megújuló energiára épülő infrastruktúra fejlesztésébe, így a villamosenergia-tároló és -töltő egységek, napelemek kutatásába, gyártásába is belépve komoly átalakulást indított el az autóközlekedés, autógyártás és elektromos infrastruktúra területén. A kezdeti nehézségek után az önvezető és elektromos meghajtású autók fejlesztésének és gyártásának piacvezetőjévé vált. Központja az amerikai Texas állambeli Austinban található.
A Tesla az elektromos autók gyártásán kívül nagy hangsúlyt fektet a Supercharger-gyorstöltőhálózat kiépítésére is, melyeken már nem csak Teslákat, hanem minden tisztán elektromos és plug-in hybrid autót is fel lehet tölteni. A leendő új gyorstöltőpontok helyszíneinek kiválasztásához a Tesla szavazáson kéri ki az emberek véleményét. Az aktuális (2025. április) szavazáson két magyarországi város is indul: Sopron és Kecskemét.

## Története

### Alapítás, kezdetek
A vállalatot 2003-ban alapította Martin Eberhard és Marc Tarpenning San Carlosban, Kaliforniában. A következő évben csatlakozott Ian Wright, Elon Musk és J.B. Straubel. Nevét a szerb származású amerikai feltalálóról, Nikola Tesláról kapta.
2004-ben Elon Musk 6,5 millió dollárt fektetett magánvagyonából a cégbe. A cégalapítók sok más befektetőt is megkerestek, de csak Musk látott elég fantáziát a cég víziójában, melynek fő céljával – az amerikai olajfüggőség csökkentése – maga is egyetértett. Befektetésével Musk a cég főrészvényese, és a vállalat elnöke lett, a következő években még több tízmillió dollárt fektetett a cégbe a beindításához.
A vállalat alapításában szerzett érdemekről a szereplők között vita alakult ki, majd pereskedés kezdődött. 2009-ben végül megállapodást kötöttek, aminek értelmében mind az az öt férfi a Tesla társalapítójának nevezheti magát, és elismerik egymás érdemeit a cég létrejöttében.
A vállalat első terméke a Tesla Roadster volt, ami 2008-ban került sorozatgyártásba. A Roadster egy teljes mértékben elektromos meghajtású sportautó. Forgalmazására a vállalat weboldalán keresztül és koncesszióban, a világ számos pontján kerül sor. Az oldal a Star Gate nevet kapta és az első 220 Roadster eladását jegyezte négy hónap alatt.
A 2008-ban és 2009-ben gyártott, körülbelül ezer járművet előre lefoglalták az amerikai ügyfelek, akik a márka első piacát képezték. Első európai bemutatkozása során, 2008. április 25. és 28. között Monacóban, a márka olyan hírességek érdeklődését is felkeltette, mint Albert monacói herceg, Damon Hill egykori Formula–1 bajnok, valamint Bono a U2 zenekar énekese. A Roadster európai forgalmazása – Limited Edition név alatt – 2009-ben kezdődött, egy limitált 250 darabos sorozattal.

### A fejlődés lépcsői, személygépkocsi modellek
2009. március 26-án mutatták be a cég második modelljét, a Tesla Model S-t, amely egy elektromos meghajtású szedán. 2011 októberéig a modellre 6500 előjegyzés érkezett, az autók kiszállítását 2012 júniusában kezdték meg.
2012. február 9-én mutatta be a cég harmadik modelljét, a Tesla Model X-et, ami egy crossover (SUV). Gyártásának elindítását 2013-ra tervezték, ám később 2014-re halasztották, hogy az új projekt előtt a vállalat nyereségessége megerősödjön, illetve hogy 2013-ban elérjék a kitűzött 20 000-es darabszámot a Model S-ből. Végül a cég meghaladta ezt a tervet: 2013-ban közel 22 500 Model S-t adtak el.
A Tesla Motors létrehozott egy divíziót Tesla Energie Group (TEG) néven, amelynek feladata a Tesla modellekben használt energia tároló egységek fejlesztése és gyártása, továbbá e technológia értékesítése olyan partnerek számára, mint a Daimler vagy a Toyota.
2013-ra a Tesla Motors azt tervezte, hogy összesen 21 000 autót állít elő. Ebben az évben a cég Hollandiában új üzemet létesített, ahonnan az európai piacot szándékoztak ellátni: céljuk az volt, hogy 2014 után évi 10 000 Tesla elektromos autót tudjanak eladni a kontinensen. 
A Tesla azt is tervbe vette, hogy két éven belül piacra lép új modelljével, a Tesla Model E-vel, ami mérsékeltebb árú, és így elérhetőbb elektromos autó lesz az átlagos jövedelmű családok számára is: a modellt 35 000 dolláros áron tervezték forgalmazni. Az autó végül a Model 3 nevet kapta, mert a Model E-t a Ford egy modelljére bejegyeztette.)
Végül 2016. március 31-én mutatták be a tervezett új  modellt, a Tesla Model 3 típust.
2013 őszén Elon Musk egy interjúban bejelentette, hogy a cég beszáll a vezető nélküli automata, azaz önvezető autók kifejlesztésére irányuló versenybe és 2016-ig megalkotja saját modelljét. 
2014-ben a Tesla Motors minden szabadalmát közzétette és lehetővé tette, hogy azokat bárki felhasználja. A lépés célja az volt, hogy a versenytársak minél nagyobb mértékben építsék be a vállalat által kifejlesztett megoldásokat saját termékeikbe, ezáltal ugyanis a Tesla megoldásai válnak meghatározóvá a piacon.
2015-ben a cég bejelentette, hogy a háztartási és ipari energiatárolás piacára is be kívánnak lépni Powerwall és Powerpack nevű termékeikkel. A Tesla által fejlesztett nagy kapacitású integrált lítiumion-akkumulátorok elsősorban a napelemekkel előállított energia helyben történő tárolására szolgálnak, akár teljesen önálló áramellátással rendelkező és központi elektromos hálózattól független háztartásokat és ipari létesítményeket létrehozva. Az akkumulátorok másik felhasználási lehetősége, hogy a már meglévő elektromos hálózattal integrálva biztosítsa a folyamatos áramellátást, egyfajta egész épületet ellátó szünetmentes tápegységként.  
Kibővülő profiljára tekintettel 2017 februárjában a cég elhagyta nevéből az autóiparra utaló „Motors” tagot. A változtatást követően a vállalat neve „Tesla” (hivatalosan „Tesla, Inc.”) lett.
2017. július 28-án átadták az első 30 Model 3-at a tulajdonosaiknak (mind Tesla alkalmazott). Az autóra ekkor a Tesla 455 ezer előrendeléssel rendelkezett. A vállalat 2018 júliusában jelentette be, hogy sikerült elérniük az eredetileg kitűzött termelési célt, a hetenkénti 5 000 autó legyártását. Európába 2019 februárjában érkeznek az első megrendelések, miután az illetékesek megadták rá az engedélyt.
2019-ben mutatták be és 2020 februárjában kezdődött el a Tesla Model Y gyártása a kaliforniai Fremont-i gyárban, majd március közepén megkezdődtek a kiszállítások a vevők részére.
Ezzel kialakult az Elon Musk humorát tükröző SEXY-nek szánt, végül „S 3 X Y” olvasatú Tesla modellsor (mivel a Ford korábban a „Model E” nevet bejegyeztette, így lett Model 3).

### Elektromos kamion és pick-up fejlesztés

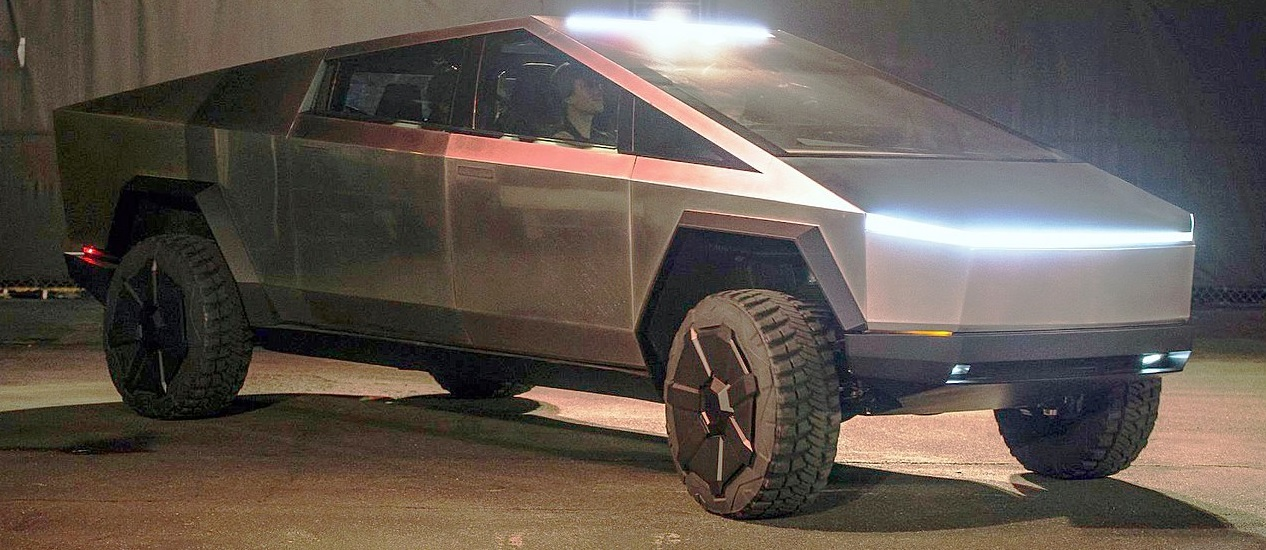
Tesla Cybertruck

A Tesla 2017 tavaszán bejelentette, hogy hamarosan bemutatják az elektromos kamionjuk és egy elektromos pick-up modelljét is.
2017. november 17-én Elon Musk, a cég első embere leleplezte és bemutatta a Tesla (és a világ) első elektromos kamionjának prototípusát, amelyet Tesla Semi névre kereszteltek. A hatótávolságát ekkor még 800 km-re tervezték. 2020-ban a hatótávolság 1000 km-re növelését jelentették be.

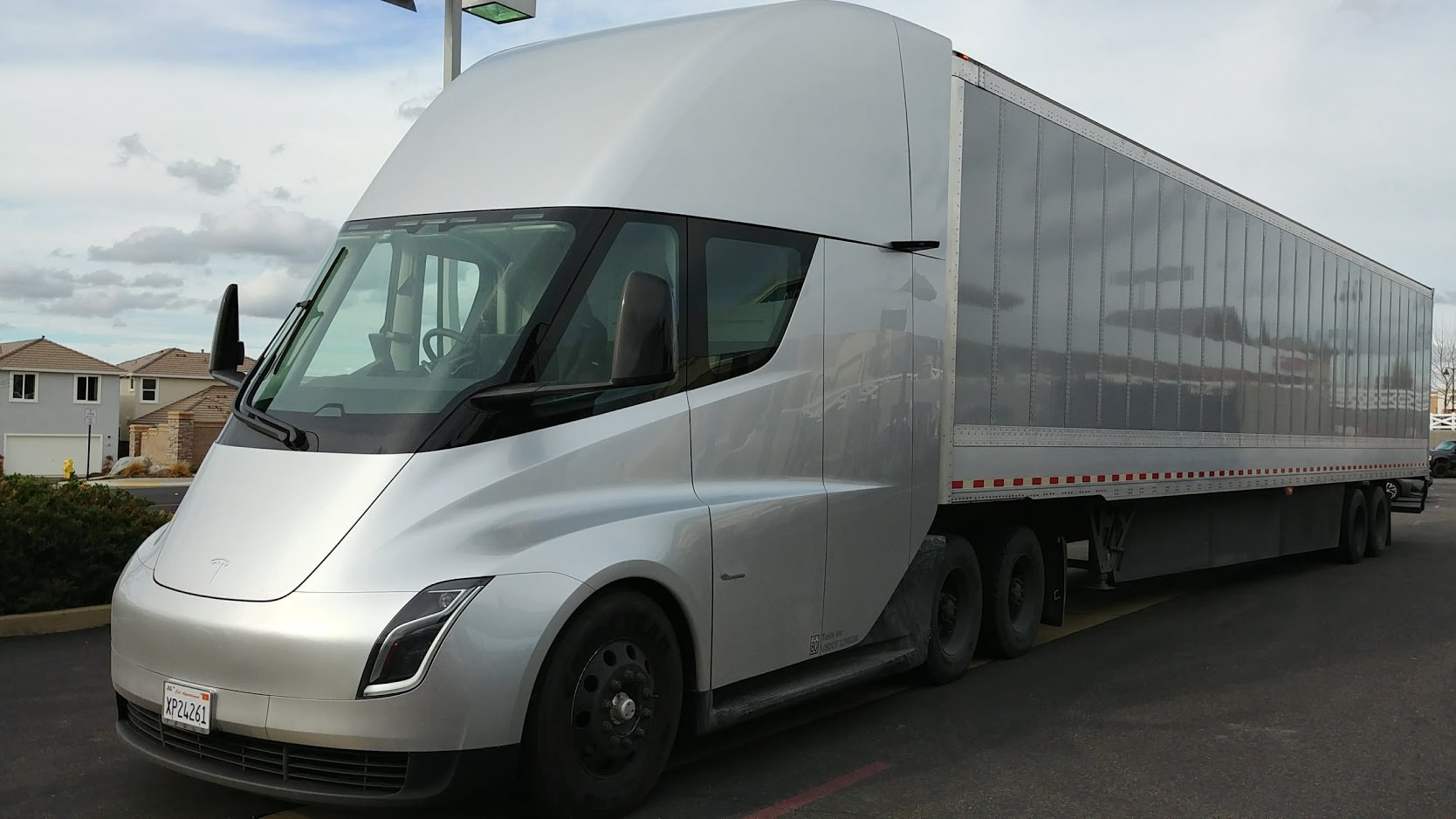
Tesla Semi

2019. november 21-én Los Angelesben mutatták be az elektromos pick-up-ot, amely a Tesla Cybertruck nevet kapta. A bemutató érdekessége volt, hogy a törhetetlen ablak demonstrálását szolgáló acélgolyó kétszer is betörte az autó oldalüvegét.

### Önvezetés
A Tesla az önvezető autózás fejlesztésében is úttörő, évekkel megelőzte a hagyományos autógyártó cégeket. A Tesla az autót, mint hardvert kezeli az önvezetést vezérlő fedélzeti computer és egyéb elektronikák tekintetében, így az autóin a folyamatosan fejlesztett szoftverét a távolból automatikusan frissíti (OTA, Over-the-Air Updates).
Minden új Tesla autó alapfelszereltsége vészfékezés, ütközésjelzés, vakfolt-figyelés és egyebek. Biztonsági szinten úgy gondolják, hogy az önvezetés legalább kétszer olyan jó lesz, mint egy átlagos emberi vezető.
A Tesla Autopilot a Tesla által kínált fejlett vezetősegítő rendszer, amely sávkövetést, forgalomtudatos tempomat-ellenőrzést, önálló parkolást, automatikus sávváltást, félig autonóm navigációt, és az autó garázsból, vagy parkolóból való kiállásának képességét kínálja. garázsból vagy parkolóból. Mindezen jellemzőkért jelenleg még a vezető felelős és az autó folyamatos felügyeletet igényel. A cég azt állítja, hogy a funkciók csökkentik a vezető gondatlansága és a hosszú távú vezetés okozta fáradtság okozta baleseteket.
A Tesla Autopilot funkció folyamatosan gyűjti és tölti fel az érzékelt forgalmi és utcakép adatokat az azt elemző szervereknek, amelyek a Big Data lehetőségeire és a mesterséges intelligenciára alapozva folyamatosan fejlesztik a funkciót.
Számos kritika érte a cég marketingjét, amely megtévesztő módon teljes önvezetésként hirdette a jelenleg még csak vezetéstámogató funkcióit. Maga a cég is elismerte a technológia hiányosságait, CJ Moore, a Tesla az Autopilot szoftverének fejlesztéséért felelős vezetője is elismerte, hogy Elon Musk nyilatkozatai ellenére a robotpilóta „nem fedi a mérnöki valóságot”. A cég ráadásul a szerződési feltételei közt megtiltotta, hogy az önvezetés hibáit levideózzák. Az Autopilot a cégen belül is konfliktusok forrása lett, ami több munkatárs felmondásához vezetett.

### Tesla Robotaxi
2019. áprilisban mutatta be a Tesla a Full Self-Driving (FSD) hardvert, azaz a teljes önvezetéshez szükséges vezérlő számítógépet, az „Autonomy Day” keretein belül. Elon Musk a saját prezentációjában is többször hangsúlyozta, hogy a vállalat egyik fő fókusza az önvezetésen van. Ebben szerepel a „Robotaxi” kifejezés is, aminek lényege, hogy olyan járművekből álló személyszállító flottát építene fel a Tesla, aminek egységei önvezetők és ebből adódóan nem szükséges emberi beavatkozás a szállítás során. Musk még kitért arra is, hogy az alkalmazáson keresztül bárki hozzá tudja majd adni a saját modelljét a Robotaxi flottához. Így akkor is pénzt lehet majd keresni a Teslával, ha épp dolgozunk vagy mikor nem használjuk az autónkat.

### Tesla Bot
2021. augusztus 20-án, a Tesla első AI-napján Elon Musk bejelentette a Tesla Bot létrehozását, amely az önvezető autók technológiáját fogja használni. A 172 cm magas, 57 kilogrammos robot olyan munkákat fog átvenni, amelyeket az emberek nem szeretnek elvégezni, vagy kifejezetten veszélyesek. A végső cél, hogy átvegye a fizikai munka helyét és az ilyen típusú munkavégzést választássá tegye, kötelezettség helyett. „A Tesla Bot barátságos lesz és navigálni fog egy embereknek készített világban” és emberi alakban fog megjelenni. A végsebessége 8 km/h lesz. Az első prototípus 2022-re érkezett meg és alulmúlta az elvárásokat, nem tudott semmi innovatívat vagy újat mutatni.

## A cég jövőjének megítélése
Egyes vélemények szerint a cég a tőzsdén erősen túlértékelt, és a technológia újdonsága, az elektromos meghajtás alacsony piaci részesedése miatt a Tesla Motors nem válhat sikeressé. Mások az új technológiától és a cégtől az autóipar forradalmasítását várják és emiatt szerintük a Tesla, Inc. rendkívül nagy növekedés előtt áll.
Ez utóbbi előrejelzés beigazolódni látszik: a Tesla részvényárfolyama 2020-ban szárnyalt, november 24-én csak egyetlen nap alatt 7,2 milliárd dollárral növelte Elon Musk vagyonát, aki ezzel a világ 2. leggazdagabb embere is lett.
Elon Musk szerint a SolarCity felvásárlása után a Tesla energia üzletága robbanásszerű fejlődés előtt áll, végül akkora lesz, mint a jármű üzletág.

## Támadások a Tesla ellen Donald Trump hivatalba lépése óta
A Tesla logóját viselő ingatlanok elleni támadások szaporodnak az Egyesült Államokban és külföldön. Bár sérülésekről nem érkezett jelentés, Tesla bemutatótermeket, járműtelepeket, töltőállomásokat és magántulajdonban lévő autókat értek támadások.
Jelentős növekedés figyelhető meg azóta, hogy Donald Trump elnök hivatalba lépett, és felhatalmazta Muskot egy új, a kormányzati kiadásokat csökkentő Kormányzati Hatékonysági Minisztérium felügyeletére. A hazai szélsőségességgel foglalkozó szakértők szerint még nem lehet tudni, hogy az incidensek sorozata hosszú távú mintává válik-e.
Trump első ciklusában New York-i, washingtoni és másutt található ingatlanjai természetes tiltakozási helyszínekké váltak. Második ciklusának kezdeti napjaiban a Tesla tölti be ezt a szerepet.
„A Tesla könnyű célpont” – mondta Randy Blazak, a politikai erőszakot kutató szociológus. „Az utcáinkon gurulnak. Kereskedéseik vannak a szomszédságainkban.”

## Gyártókapacitások fejlesztése

### Tesla-gyár, Fremont, CA
A Tesla 2010-ben vásárolta meg azt a gyárat a kaliforniai Fremontban, ahol a sorozatgyártást elkezdték. Az első Model S 2012 júniusában gördült le a vonalról. A gyár, amely ma a világ egyik legfejlettebb autóipari üzeme, csaknem félmillió négyzetméter gyártási és irodahelyiséggel rendelkezik majdnem 150 hektár földön. Miután Fremont városa jóváhagyta a Tesla bővítési terveit 2016-ban, a vállalat csaknem megduplázza a létesítmény méretét, majdnem 0,93 millió négyzetméterre. A Tesla előtt a létesítmény 1962 és 1982 között a General Motors, majd 1984-től a partnerség 2009 végéig a GM és a Toyota üzeme volt. Ma több mint 10 000 alkalmazott dolgozik a fremonti gyárban. Minden S-modell, X-es és 3-as modell Fremontban épül, ahol a jármű alkatrészeinek túlnyomó része is készül.

### További gyártóüzemek
A megrendelésállomány növekedése a gyártás gyors felfuttatását is igényelte, ezért a Tesla Giga Nevada néven óriási gyártóüzemet épített fel Nevada államban. Amikor teljesen elkészül, a legnagyobb alapterületű és a második legnagyobb térfogatú épület lesz a világon. A további Gigafactoryk: Giga New York, Giga Shanghai, Giga Berlin, és Giga Texas.

### Gigapress öntés
A Tesla a gyártás egyszerűsítése érdekében kifejlesztett és szabadalmaztatott egy olyan öntési eljárást, amellyel egy darabban tudják önteni az autó karosszériájának legnagyobb részét.

## Az elektromos infrastruktúra fejlesztése
A Tesla az elektromos infrastruktúra fejlesztésében is élen jár. Világszerte kiépítette gyorstöltőhálózatát, a napenergiára alapozott háztartási villamosenergia-termelő és -tároló, valamint -töltőberendezéseket is kínál, de közösségi és ipari méretű energiatároló berendezéseket is kifejlesztett.

### Gyorstöltő-hálózat kialakítása

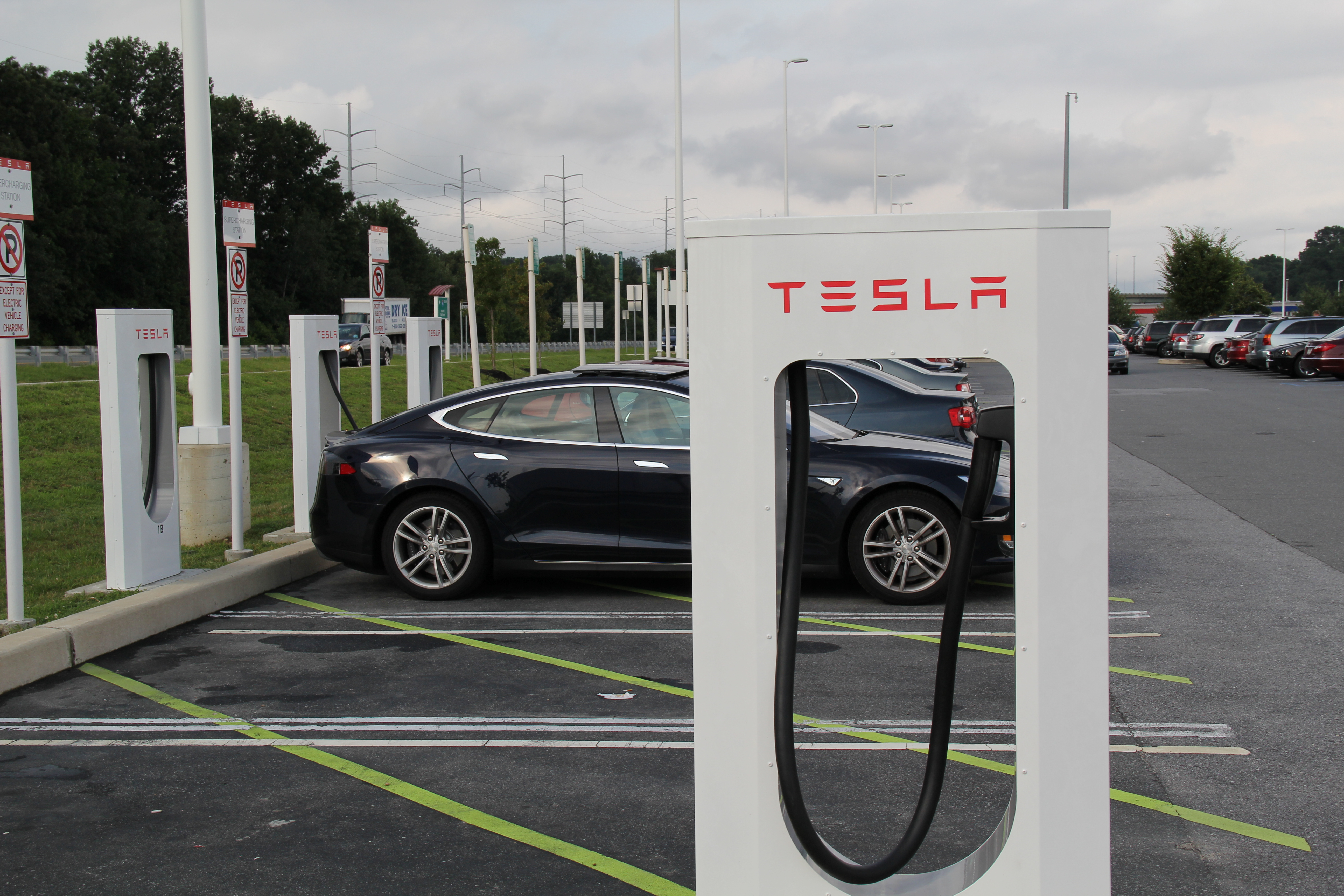
Egy Tesla Supercharger-gyorstöltőpont

A cég által fejlesztett technológiában az egyik legnagyobb kihívást az akkumulátorok újratöltésének korlátozott lehetőségei, a feltöltés módja és az ehhez szükséges idő hosszúsága jelenti. Ezért a Tesla Motors 2012 szeptemberében bejelentette, hogy ingyenes újratöltő hálózat kiépítésébe kezd. Az állomások napelemmel állítják elő az energiát, a felesleget pedig visszatáplálják az elektromos hálózatba. Az első – hat állomásból álló – hálózat 2012 októberében nyílt meg San Francisco és Las Vegas között, a második pedig két hónappal később Washington és Boston között. 2014 elejére a 74 töltőállomás üzemelt és elhelyezkedésük lehetővé tette, hogy februárban két S model (váltott sofőrökkel) 76,5 óra alatt megtegye a Los Angeles és New York közötti távot, bebizonyítva ezzel a hálózat használhatóságát.
2013-ban a cég bejelentette, hogy Európában is töltő-hálózat kialakítását tervezi: Németországban 2015 végéig 40-50 töltőállomást állítanak üzembe. 2014-re Európában 14 állomás üzemelt.
2020-ra a Tesla Supercharger gyorstöltőiből Észak-Amerika, Európa és Kína, Dél-Korea, Japán területén elérhető hálózat épült ki.
A Supercharger-töltőpontokon már nem csak Teslákat, hanem minden tisztán elektromos és plug-in hybrid autót is fel lehet tölteni. A leendő új gyorstöltőpontok helyszíneinek kiválasztásához a Tesla szavazáson kéri ki az emberek véleményét. Az aktuális szavazáson szavazáson két magyarországi város is indul: Sopron és Kecskemét.

### SolarCity, napelemgyártás
A SolarCity Corporation a kaliforniai Fremontban székhellyel rendelkező, nyilvánosan jegyzett vállalat volt, amely napenergia-termelő rendszereket, valamint egyéb kapcsolódó termékeket és szolgáltatásokat értékesített és telepített lakossági, kereskedelmi és ipari fogyasztók számára. A vállalatot 2006. július 4-én alapította Peter és Lyndon Rive, a Tesla, Inc. vezérigazgatójának unokatestvérei. A Tesla 2016-ban mintegy 2,6 milliárd dollárért felvásárolta a SolarCityt, és napenergia-üzletágát Tesla Energyvé szervezte át.
A SolarCity erősen koncentrált a háztól-házig lízingelt rendszerek értékesítésére, ahol az ügyfelek nem fizetnek előzetes költségeket, de vállalják, hogy 20 éven keresztül megvásárolják a cégtől az e panelek által termelt energiát. Az üzleti modell az Amerikai Egyesült Államokban a legnépszerűbbé vált, és a vállalatot a legnagyobb lakossági napelemes telepítővé tette, de a SolarCitynek több mint 1,5 milliárd dolláros adósságot adott a 2016-os felvásárlás idejére, és a fogyasztóvédők és a kormányzati szabályozó hatóságok bírálták.

## Fordítás
- Ez a szócikk részben vagy egészben  a   Tesla Motors című angol Wikipédia-szócikk ezen változatának fordításán alapul.  Az eredeti cikk szerkesztőit annak laptörténete sorolja fel. Ez a jelzés csupán a megfogalmazás eredetét és a szerzői jogokat jelzi, nem szolgál a cikkben szereplő információk forrásmegjelöléseként.
- Ez a szócikk részben vagy egészben  a   Tesla Motors című francia Wikipédia-szócikk ezen változatának fordításán alapul.  Az eredeti cikk szerkesztőit annak laptörténete sorolja fel. Ez a jelzés csupán a megfogalmazás eredetét és a szerzői jogokat jelzi, nem szolgál a cikkben szereplő információk forrásmegjelöléseként.